# لیل تویست
کریستوفر لین مور (انگلیسی: Lil Twist) متولد ۱۱ ژانویه ۱۹۹۳ است که بیشتر با نام هنری لیل تویست شناخته می‌شود، خواننده رپ آمریکایی اهل دالاس ایالت تگزاس است. تویست عضوی از گروه Young Money است. او از هفت سالگی شروع به رپ کرد. وی اولین بار در ۱۲ سالگی در کنسرتی که در تگزاس برای لیل وین افتتاح شد مورد توجه قرار گرفت. او دبیرستان را رها کرد و با لیل وین شروع به همکاری کرد. اولین آلبوم انفرادی او 'Don’t Get It Twisted' و اولین آلبوم استودیویی اش 'Bad Decactions' باعث شهرت او شد.
وی در ۱۹ ژانویه ۲۰۱۴، به همراه کایلی جنر و خواهرانش کلویی و کندال به خیریهٔ بازی بولینگ پیوستند.